# Kościół św. Jerzego w Mirocinie Górnym
Kościół pw. św. Jerzego w Mirocinie Górnym – kościół parafialny parafii pw. św. Jerzego w Mirocinie Górnym, dekanatu Kożuchów, diecezji zielonogórsko–gorzowskiej, zlokalizowany w Mirocinie Górnym w gminie Kożuchów, w powiecie nowosolskim, w województwie lubuskim.

## Historia
Kościół powstał w XIV w. Parafia wzmiankowana w 1352 roku. W XV wieku przebudowany, m.in. dobudowano kaplice, kruchtę oraz wieżę. Wieża w dolnej partii czworoboczna, wzmacniana szkarpami, w górnej części sześcioboczna, nakryta dachem namiotowym. Na drugiej kondygnacji umieszczono dzwon z 1479 roku. 

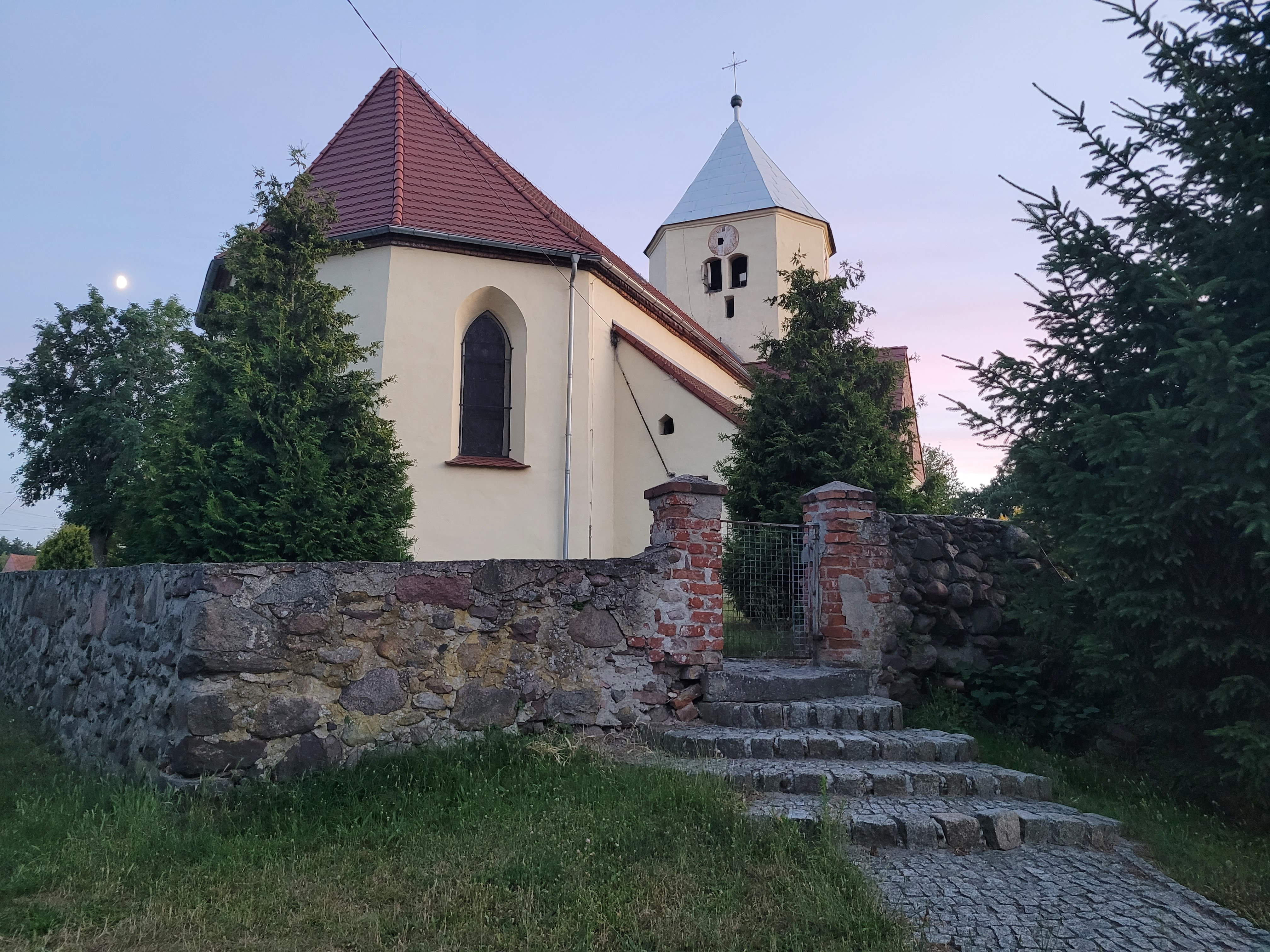
Widok na kościół w Mirocinie Górnym od strony tylnego wejścia

Wnętrze nakryte sklepieniami: kolebkowym, kolebkowo–krzyżowym i sieciowym. Warto zwrócić uwagę na polichromię odsłoniętą w 1957 roku przedstawiającą sceny z życia Chrystusa i Marii, drewnianą rzeźbę „Ukrzyżowanie” (XIV/XV w.) oraz płaskorzeźba „Wielka rodzina św. Anny” (XVI w.). Drzwi wejściowe zdobione są gotyckimi okuciami. Kościół otoczony jest murem z XV w., w którym umieszczono bramę wejściową oraz epitafium z herbami: von Stosch (LG) von Knobelsdorf (PG), von Rothenburg  (LD) i von Tschammer (PD). 

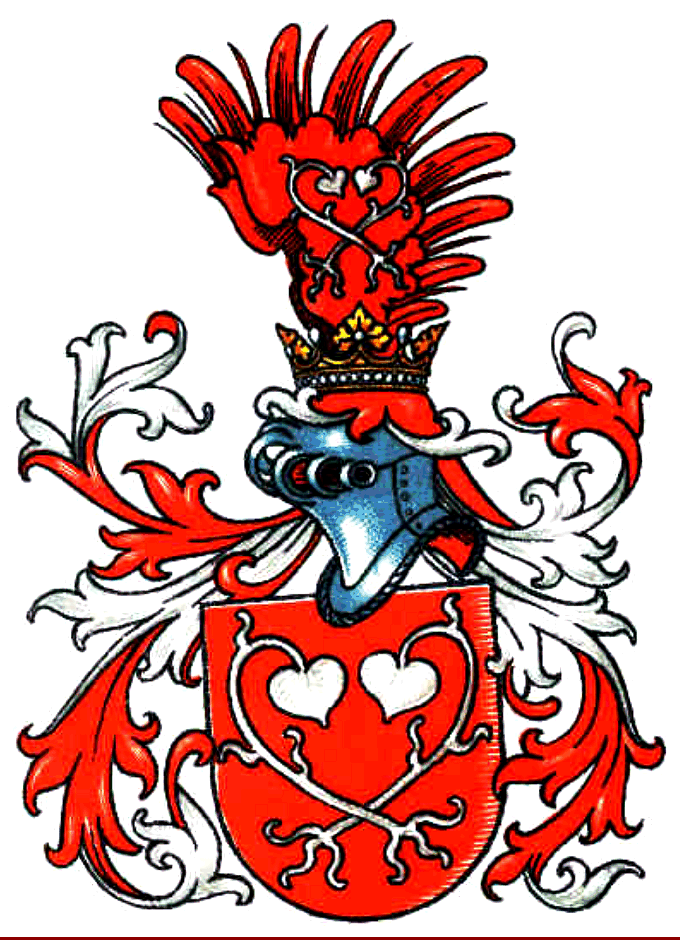
Herb von Stosch
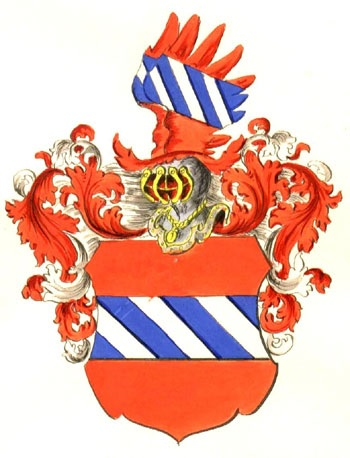
Herb von Knobelsdorff
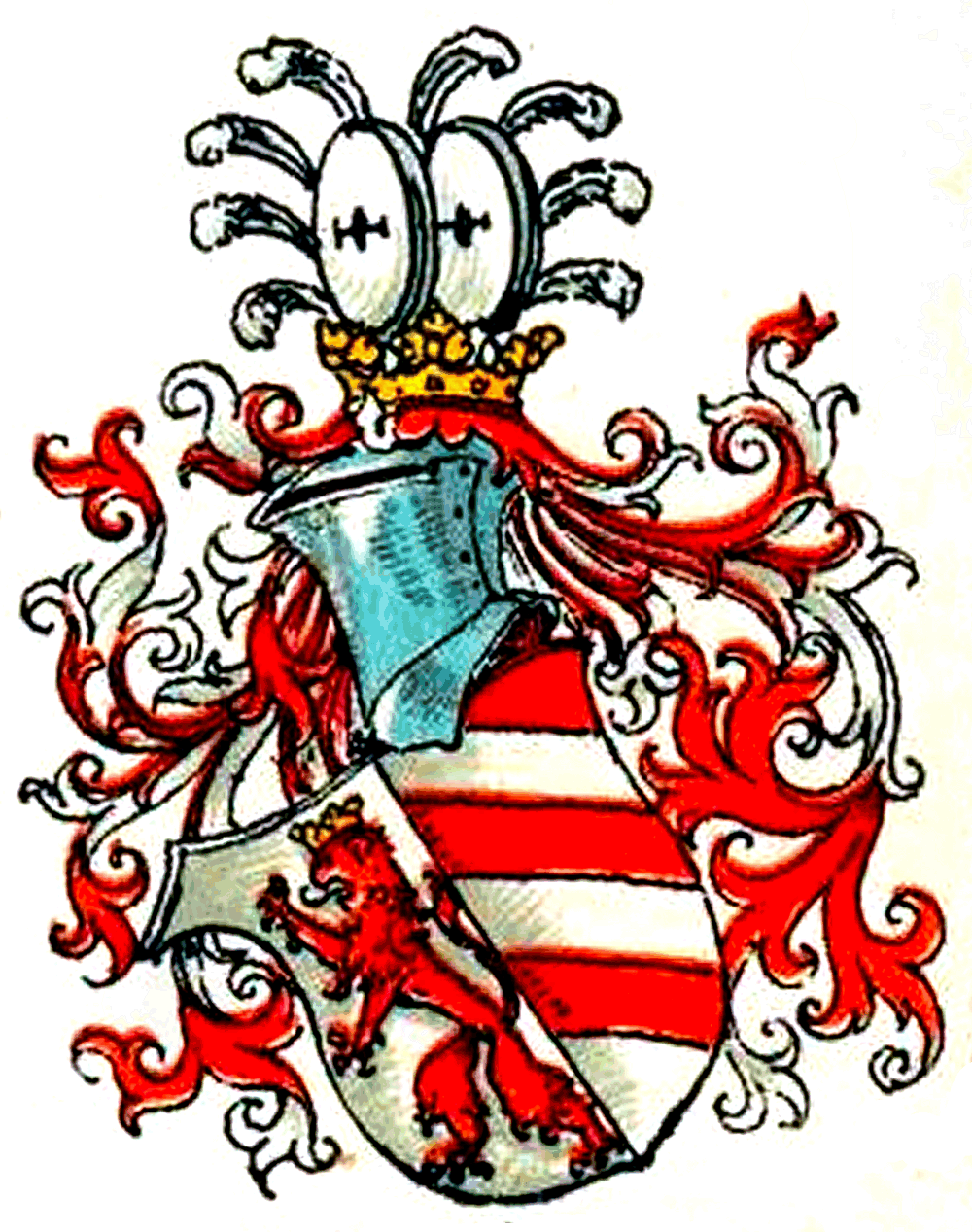
von Rothenburg
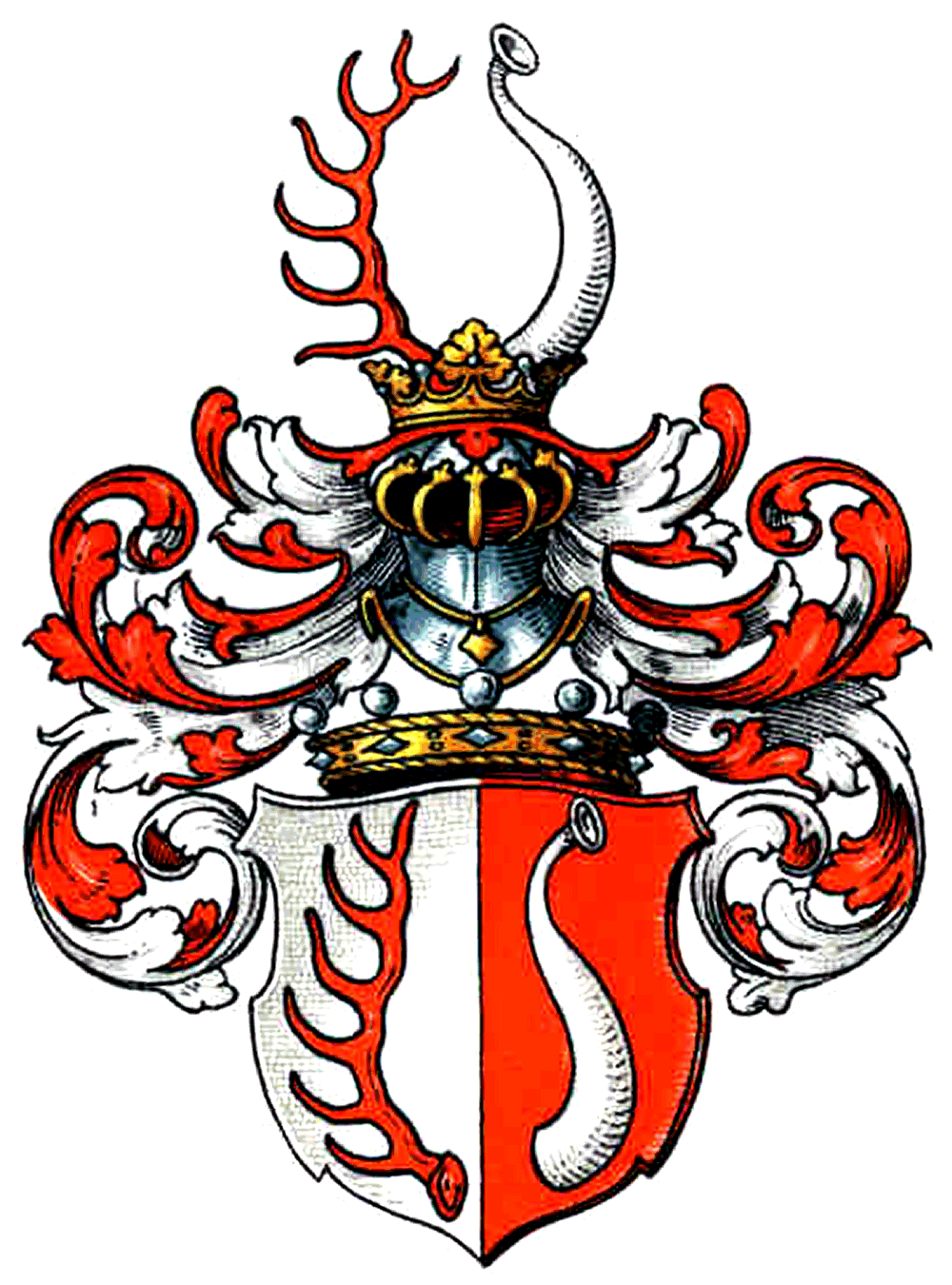
von Tschammer

Proboszczem parafii jest ksiądz Antoni Bołbot (od 1 sierpnia 2018 roku). Odpust w kościele – 23 kwietnia.